# Pterolophia palauana
Pterolophia palauana là một loài bọ cánh cứng trong họ Cerambycidae.